# Lacey Hearn
Lacey Hearn (Lacey Earnest Hearn; * 3. März 1881 in Portland, Indiana; † 18. Oktober 1969 in Fort Wayne, Indiana) war ein US-amerikanischer Leichtathlet und als Mittelstreckenläufer ein Medaillengewinner bei den Olympischen Spielen 1904 in St. Louis.

## Leben
Hearn besuchte die Purdue University. 1903 ging er für seine Universität bei Wettkämpfen der Big Ten Conference bei einem Meilenlauf an den Start und gewann diesen. Zur gleichen Zeit besuchte auch Frank Verner, ein weiterer erstklassiger Mittelstreckenläufer, die Universität. Hearn profitierte vom erfolgreicheren Verner, und als die namhaftesten Sportvereine und Universitäten ihre Sportler für die Olympischen Spiele 1904 in St. Louis vorschlugen – die in den USA üblichen Ausscheidungswettkämpfe gab es zu jener Zeit noch nicht – gehörte neben Verner auch Hearn zu den auserwählten Teilnehmern. Als Mitglied der Chicago Athletic Association fuhr er sodann nach St. Louis.
Erster Wettbewerb für Hearn in St. Louis war der 800-Meter-Lauf, der in einem einzigen Lauf mit 13 Athleten ausgetragen wurde. Hearn war zu keiner Zeit in der Lage, in den Kampf um die ersten Plätze einzugreifen. Sein Rückstand war so groß, dass man für ihn keine Platzierung notiert hatte.
Zwei Tage später stand der 1500-Meter-Lauf auf dem Programm. Neun Athleten standen im einzig entscheidenden Lauf am Start, sieben von ihnen kamen aus den Vereinigten Staaten. Hearn hatte diesmal seine Kräfte besser eingeteilt, denn erst gegen Ende des Rennens machte er Platz um Platz gut und wurde Dritter hinter seinem Vereins- und Studienkollegen Verner.
Am selben Tag fand als letzter Wettbewerb der Leichtathletik ein Mannschaftslauf über 4 Meilen statt, bei dem es sich eigentlich um einen Städtekampf zwischen Läufern aus Chicago und New York City handelte. Die Läufer aus Chicago wurden als Mannschaft der Chicago Athletic Association angekündigt. Es wurde ein Lauf ausgetragen, an dem zehn Läufer (fünf für jede Mannschaft) teilnahmen. Die Mannschaftswertung erfolgte nach Platzziffern (Platz 1 = 1 Punkt; Platz 2 = 2 Punkte etc.). Lacey Hearn startete für die Chicago Athletic Association und belegte von allen zehn Läufern den vierten Platz, erneut einen Platz hinter Verner. Seine Mannschaft verlor jedoch die Wertung gegen das Team des New York Athletic Club, statistisch belegte man trotz der Niederlage den zweiten Platz, denn weitere Mannschaften waren nicht am Start.
Für Hearn waren die Olympischen Spiele zweifelsfrei der Höhepunkt seiner kurzen sportlichen Karriere, denn danach tauchte sein Name in den Siegerlisten diverser Wettkämpfe nicht mehr auf. Er konzentrierte sich ganz auf sein Studium an der Purdue University, wo er 1905 zum Elektroingenieur graduierte. Später wechselte er jedoch seinen Beruf und wurde Immobilienmakler.

## Platzierungen bei Olympischen Spielen
- III. Olympische Spiele 1904, St. Louis
  - 1500 m – Bronze ohne Angabe von Zeit oder Rückstand (Gold an James Lightbody aus den USA mit 4:05,4 min; Silber an Frank Verner aus den USA mit 4:06,8 min)
  - 4 Meilen Mannschaft - Silber mit der Gemischten Mannschaft Chicago Athletic Association (Gold an New York Athletic Club, USA)
  - 800 m – Am Finale teilgenommen (Gold an James Lightbody aus den USA mit 1:56,0 min)